# Gruppo di NGC 2559
Il Gruppo di NGC 2559 comprende almeno 3 galassie situate nella costellazione della Poppa.

## Descrizione
La distanza media tra il centro di massa di questo gruppo e la nostra Via Lattea è di circa 104 milioni di anni luce (31,9 Mpc).

## Membri
Nella tabella sottostante sono riportati i membri del gruppo indicati sul sito Un Atlas de l'Univers di Richard Powell.
| Nome     | Classificazione | Tipologia       | RA (J2000.0)  | DEC (J2000.0) | Velocità radiale (km/s) | Magnitudine apparente | Distanza di Hubble | Dimensioni (kal) |
| -------- | --------------- | --------------- | ------------- | ------------- | ----------------------- | --------------------- | ------------------ | ---------------- |
| NGC 2559 | SB(s)bc pec?    | Spirale barrata | 08h 17m 06.1s | -27° 27′ 21″  | 1559 ± 5                | 10,9                  | 36,7 ± 1,9         | 112              |
| NGC 2566 | (R')SB(r)ab     | Spirale barrata | 08h 18m 45.6s | -25° 29′ 58″  | 1637 ± 3                | 11,0                  | 28,0 ± 2,0         | 71               |
| IC 2311  | E0?             | Ellittica       | 08h 18m 46.0s | -25° 22′ 11″  | 1844 ± 37               | 11,5                  | 31,1 ± 2,3         | 152              |

Il sito DeepskyLog permette di trovare agevolmente le costellazioni in cui sono situate le galassie; in alternativa si possono utilizzare le coordinate delle galassie per individuarle. Se non altrimenti indicato, le coordinate sono quelle fornite dal sito NASA/IPAC (National Aeronautics and Space Administration / Infrared Processing and Analysis Center).